# Championnat de Trinité-et-Tobago d'échecs
Le championnat de Trinité-et-Tobago d'échecs est une compétition qui permet de désigner le meilleur joueur d'échecs de Trinité-et-Tobago. Bien que les échecs aient été joués à Trinidad-et-Tobago au moins à partir de 1922, le premier tournoi masculin a eu lieu en 1937.

## Vainqueurs du championnat mixte
REMARQUE: le tableau répertorie uniquement les années où les tournois ont eu lieu. Il n'y a pas eu de tournois d'échecs à Trinité-et-Tobago en 1938, 1940, 1941, 1943, 1960, 1962 ni en 1963. Les tournois remportés par un même joueur sont dans la même ligne.
| Année | Vainqueur                                        |
| ----- | ------------------------------------------------ |
| 1937  | George E. C. Stanford                            |
| 1938  | Pas de tournoi                                   |
| 1939  | Dr. Aldwyn G. Francois                           |
| 1940  | Pas de tournoi                                   |
| 1941  | Pas de tournoi                                   |
| 1942  | Ralph Bersodi Jr                                 |
| 1943  | Pas de tournoi                                   |
| 1944  | Dr. R. O. Young                                  |
| 1945  | Dr. Maxwell G. Sturm                             |
| 1946  | George E. C. Stanford                            |
| 1947  | Dr. Maxwell G. Sturm                             |
| 1948  | George E. C. Stanford                            |
| 1949  | Rene Pratt, H.A. Mc Shine, George E. C. Stanford |
| 1950  | Rene Pratt                                       |
| 1951  | Frederick Edward Brassington                     |
| 1952  | Tournoi non terminé                              |
| 1953  | Carl Brown                                       |
| 1954  | Frederick Edward Brassington                     |
| 1955  | Eric Callender                                   |
| 1956  | Frederick Edward Brassington                     |
| 1957  | Eric Callender                                   |
| 1958  | Frederick Edward Brassington                     |
| 1959  | Carl Brown                                       |
| 1960  | Pas de tournoi                                   |
| 1961  | Frederick Edward Brassington                     |
| 1962  | Pas de tournoi                                   |
| 1963  | Pas de tournoi                                   |
| 1964  | Arnold Ramon-Fortune                             |
| 1965  | George E. C. Stanford                            |
| 1966  | Fred Sabga                                       |
| 1967  | Carl Brown                                       |
| 1968  | Arnold Ramon-Fortune                             |
| 1969  | George E. C. Stanford                            |
| 1970  | Fred Sabga                                       |
| 1971  | Fred Sabga                                       |
| 1972  | Fred Sabga                                       |
| 1973  | Arthur Rudy Mohipp                               |
| 1974  | Arthur Rudy Mohipp                               |
| 1975  | John Raphael                                     |
| 1976  | Arthur Morris                                    |
| 1977  | Kwame Payne                                      |
| 1978  | Cecil Lee                                        |
| 1979  | Arthur Morris                                    |
| 1980  | Courtney Lee                                     |
| 1981  | Edward Duchesne                                  |
| 1982  | Shawn Tavares                                    |
| 1983  | Franklyn Pierre                                  |
| 1984  | Cecil Lee                                        |
| 1985  | Yogendranath Ramsingh                            |
| 1986  | Shawn Tavares                                    |
| 1987  | Shawn Tavares                                    |
| 1988  | Yogendranath Ramsingh                            |
| 1989  | Edward Duchesne                                  |
| 1990  | Christo Cave                                     |
| 1991  | Christo Cave                                     |
| 1992  | Christo Cave                                     |
| 1993  | Christo Cave                                     |
| 1994  | Anderson Gordon                                  |
| 1995  | Christo Cave                                     |
| 1996  | Christo Cave                                     |
| 1997  | Christo Cave                                     |
| 1998  | Christo Cave                                     |
| 1999  | Christo Cave                                     |
| 2000  | Christo Cave                                     |
| 2001  | Christo Cave                                     |
| 2002  | Ryan Harper                                      |
| 2003  | Christo Cave                                     |
| 2004  | Christo Cave                                     |
| 2005  | Ryan Harper                                      |
| 2006  | Ryan Harper                                      |
| 2007  | Ryan Harper                                      |
| 2008  | Ravishen Singh                                   |
| 2009  | Marcus Joseph                                    |
| 2010  | Ryan Harper                                      |
| 2011  | Ryan Harper                                      |
| 2012  | Frank Yee                                        |
| 2013  | Ryan Harper                                      |
| 2014  | Vishnu Singh                                     |
| 2015  | Kevin Cupid                                      |
| 2016  | Keelan Hunte                                     |
| 2018  | Adrian Winter Atwell                             |
| 2019  | Isaiah McIntosh                                  |
| 2022  | Ryan Harper                                      |
| 2023  | Isaiah McIntosh                                  |

## Joueurs au palmarès important
Christo Cave est le joueur avec le plus de victoires à son actif, ayant remporté 13 titres. 
- Christo Cave, 13 titres ;
- Ryan Harper 9 titres ;
- George EC Stanford 6 titres ;
- Frederick Edward Brassington 5 titres ;
- Fred Sabga 4 titres ;
- Carl Brown et Shawn Tavares ont chacun 3 titres.

## Vainqueurs du championnat féminin
Aditi Soondarsingh a remporté un record de neuf titres lors des championnats féminins de Trinité-et-Tobago.
| Année | Championne national féminine                       |
| ----- | -------------------------------------------------- |
| 1982  | Ayodele Moheni                                     |
| 1983  | Ayodele Moheni                                     |
| 1984  | Marylin Geoffroy                                   |
| 1985  | Ayodele Moheni                                     |
| 1986  | Ayodele Moheni                                     |
| 2002  | Désir Derrick                                      |
| 2003  | Désir Derrick                                      |
| 2004  | Aditi Soondarsingh                                 |
| 2005  | Chantal Fitzpatrick                                |
| 2006  | Aditi Soondarsingh                                 |
| 2007  | Aditi Soondarsingh, Jane Kennedy                   |
| 2008  | Aditi Soondarsingh                                 |
| 2009  | Aditi Soondarsingh                                 |
| 2010  | Aditi Soondarsingh                                 |
| 2011  | Aditi Soondarsingh                                 |
| 2012  | Aditi Soondarsingh                                 |
| 2013  | Javanna Smith                                      |
| 2014  | Gabriella Johnson, Javanna Smith, Shannon Yearwood |
| 2015  | Aditi Soondarsingh                                 |
| 2016  | Gabriella Johnson                                  |
| 2018  | Gabriella Johnson                                  |
| 2022  | Obdulis Hermoso Rodriguez                          |
| 2023  | Zara La Fleur                                      |